# Avi Rothbard
Avi Rothbard, né en 1974 au kibboutz Gan Shmuel en Israël, est un guitariste de jazz et compositeur israélo-américain. Il est actif principalement à New York, où il s'est installé en 1999.

## Biographie
Avi Rothbard commence la musique par la mandoline, puis passe à la basse électrique avant d’adopter la guitare à l’adolescence.
Après son service militaire dans les Forces de défense israéliennes, il étudie à l’Académie de musique et de danse de Jérusalem. Il commence à se produire professionnellement à l’âge de 17 ans, notamment avec Avishai Cohen et Avi Adrian.
En 1995, il obtient une bourse pour étudier au Berklee College of Music à Boston, où il reçoit plusieurs distinctions, dont le Jimi Hendrix Award, le Boston Jazz Society Award et le William Leavitt Award.

## Carrière
Depuis 1999, Rothbard réside à New York. Il y poursuit ses études musicales en obtenant un master en jazz au City College of New York.
Il se produit dans plusieurs clubs renommés comme le Blue Note, Birdland, Smalls et Smoke. Il collabore avec des artistes tels que Ben Riley, Gregory Porter, Wayne Escoffery, Freddy Cole, Richie Cole, Jeremy Pelt, Jerry Weldon, Joe Magnarelli, Sean Jones, Jared Gold, Gary Versace, Jay Leonhart, Warren Vaché, Mike Clark, Ray Drummond, Gene Bertoncini, Grant Stewart et Uri Caine.
Il participe notamment à l’album Grown Folks Music (2012) du Ben Riley Quartet.

## Discographie
- Going Somewhere (2002)
- Twin Song (2005)
- City Colors (2013)

## Style musical
Rothbard développe une approche mélodique et narrative de l’improvisation, influencée par Joe Pass, Wes Montgomery et Kenny Burrell.

## Enseignement et distinctions
Il enseigne régulièrement la guitare et participe aux sessions d’été du Berklee College of Music entre 2000 et 2009. Il a également donné des classes de maîtres au City College of New York.
Il est lauréat du John Lennon Songwriting Award (2014) et de la USA Songwriting Competition (2019).